# 王台镇 (永靖县)
王台镇，是中华人民共和国甘肃省临夏回族自治州永靖县下辖的一个乡镇级行政单位。

## 行政区划
王台镇下辖以下地区：
永乐村、塔坪村、王台村、湾子村、幸美村和阳山村。